# قلعة صافيتا

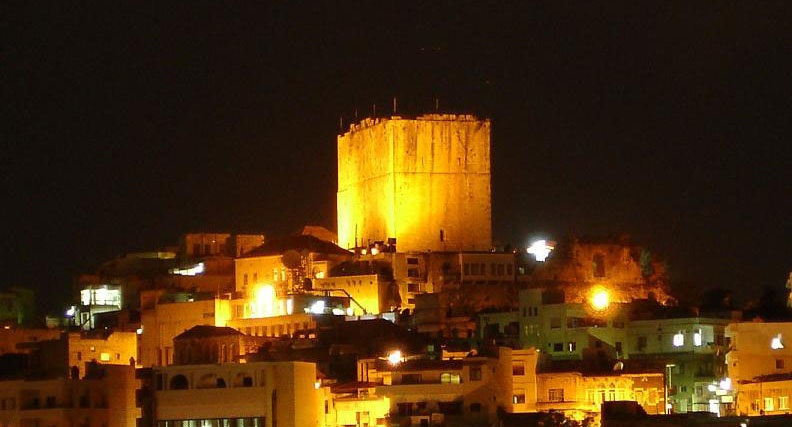
برج صافيتا ليلاً

## الموقع
تقع في صافيتا في سوريا وأبرز معالمها هو البرج وتبعد حوالي 28 كيلومتر عن مركز محافظة طرطوس.

## التصميم والبناء
تتألف من سورين داخلي يحيط بالبرج الكبير وخارجي طوله 1 كم. ارتفاع البرج حوالي 28 متر.
ويتألف البرج من أربع طبقات:
الطابق الاأرضي مؤلف من عدة أقبية لها سقوف نصف دائرية يتوسطها خزان ماء وتنتهي بسراديب لم يعرف حتى الآن أين تنتهي وتثار حولها الكثير من الشائعات والقصص، وطابق أول يحتوي على كنيسة.
الطابق الثاني وهو عبارة قاعة كبيرة تحوي العديد من النوافذ مخصصة لرماة الأسهم وقد تم تصميمها في القرن الثالث عشر للميلاد مستندا إلى ثلاث أعمدة.
ومن الجدير ذكره والغريب في آن هو أن هذه الأعمدة لا تقابلها أعمدة في الطابق الأول.

## التسمية
حمل برج صافيتا اسم «البرج الأبيض» أو «القصر الأبيض» كترجمة حرفية ويرجح سبب التسمية كونه مبني بحجارة كلسيه بيضاء اللون محلية المنشأ.

## تاريخياً
بني البرج فوق معبد كنعاني، ثمّ أنشئت كونتية طرابلس أول حصناً في المكان بعد أن تمكن «ريموند دي سان جيل» من الأستيلاء على طرابلس من إمارة «بني عمار» التي حكمت طرابلس لصالح «الخلافة الفاطمية».
طرد أتابك حلب نور الدين زنكي الفرنجة منه في عام 1167م، ولكن سرعان ما انتقل بعد ذلك إلى عهدة «فرسان الداوية» الذين جددوا بناءه بعد الهزة الأرضية التي حدثت عام 1170م والتي تسببت في تخريبه من جديد، وحاول إسترجاعه «نور الدين الزنكي» في عام 1171م. وتمّ له ذلك في العام التالي في زمن ريموند الثالث كونت طرابلس. حاصر «السلطان صلاح الدين الأيوبي» البرج خلال توسعه في سورية في عام 1188م.
خضع البرج لإعادة بناء ثانية بشكل مكثف وتمّ تجديد البرج أيضاً إثر هزة أرضية أخرى، وهو التجديد الأخير في بنائه في عام 1202م.
احتل البرج «جاك دو فيتري» أسقف عكا اللاتيني في عام 1217م، وكان يرسل هذا الحمام الزاجل ليعلن عن تنقلاته وليطلب إرسال خفراء لملاقاته.
شن «الملك الأشرف» سلطان حلب هجوم مضلل على البرج لإرهاق مؤخرات الجيش الفرنجي الخامس الذي كان في تلك اللحظة يحاصر دمياط في عام 1218م.
حاصر السلطان «بيبرس» البرج في عام1271م، ومن ذلك التاريخ والبرج بيد العرب.
بقي البرج بحالة جيدة حتى نهاية القرن التاسع عشر ومن ثم بدأ سكان المناطق المجاورة ببناء المساكن المحاذية له والقريبة منه وضمن سوره وفوقه بحيث أصبحت تغطي قسم كبير من معالم سور البرج حتى شكلت تلك المنازل بلدة صغيرة يطلق عليها اليوم اسم صافيتا نسبة إلى البرج.
الدور الحربي الرئيسي لبرج صافيتا هو دوره كبرج مركزي رئيسي على مستوى الساحل السوري ككل في تبادل الإشارات النارية ليلا والدخانية نهارا، وهو بهذا الدور يفوق بأهميته حتى قلعة الحصن، لإستراتيجية موقعه المشرف على كل ما حوله من قلاع وأبراج حربية، بينما قلعة الأكراد لا تحقق ذلك

## الترميم
قامت المديرية العامة للآثار والمتاحف السورية بترميم السور الداخلي، كما قامت مجموعة من هيئات الآثار الدولية وبالتعاون مع مديرية الآثار بترميم البرج الأثري وعلى عدة مراحل.